# Action in Slow Motion
Action in Slow Motion és un curtmetratge mut britànic de 1943.
En el curtmetratge, que dura només 3 minuts, es representa una dona completament nua jugant al surf. A continuació, la pel·lícula reprodueix la mateixa acció a càmera lenta, des d'un angle diferent. Va ser una "pel·lícula d'art" en el sentit que aquesta descripció s'utilitzava sovint per discutir que la pel·lícula era purament pornografia. Al principi es mostra una targeta que adverteix a l'espectador que la pel·lícula està pensada només per a estudiants d'art i que l'exposició amb altres finalitats podria comportar un processament o una pena de presó.
L'única impressió coneguda d'aquesta pel·lícula va ser lliurada al British Film Institute, i és notable com una primera representació de la nuesa femenina frontal completa al cinema britànic. La pel·lícula no té crèdits de producció, de manera que es desconeix el seu autor i altra informació sobre la seva producció.